# Joana Josefa de Meneses
Joana Josefa de Meneses, Condessa da Ericeira (Lisboa, 13 de setembro de 1651 — Convento de Santa Clara, Lisboa, 26 de agosto de 1709) foi uma aristocrata e escritora portuguesa, usava o pseudónimo de Apolinário de Almada e Aonia. 

## Família e educação
D. Joana de Meneses era a única filha de D. Fernando de Meneses, 2.º Conde da Ericeira, e de sua esposa D. Leonor Filipa de Noronha, uma das damas da rainha D. Luísa de Gusmão. 
A fim de preservar o título nobiliárquico na família Meneses, ela desposou seu tio paterno, D. Luís de Meneses, que se tornou o 3.° Conde da Ericeira com a morte do irmão em 1699. Eles tiveram dois filhos:
- D. Francisco Xavier de Meneses (1673-1743), mais tarde 4.° Conde da Ericeira;
- D. Maria Madalena de Meneses (1676-1735), freira no Convento da Encarnação de Lisboa[1].

D. Joana de Meneses aprendeu latim com o padre jesuíta António de Melo e, com seus pais, o italiano, o francês e o espanhol. Foi-lhe ensinada também a arte retórica e poética. 
A Condessa da Ericeira ficou viúva em maio de 1690, quando seu marido cometeu suicídio ao atirar-se da janela do palácio do casal.

## Camarista de D. Catarina de Bragança
Em virtude de sua educação, ela foi nomeada camarista, em 1695, de D. Catarina de Bragança, então já viúva de Carlos II da Inglaterra. Por cerca de dez anos, até o final da vida de sua senhora, a Condessa da Ericeira desempenhou tal cargo e, durante a regência do Reino por D. Catarina, devido à ausência de D. Pedro II, ela se tornou sua confidente na direção dos negócios do Estado.

## Pirilampo
A fim de evitar a propagação pelo povo português e brasileiro de palavras como "caga-lume" e "caga-fogo", o padre e lexicógrafo Rafael Bluteau impôs em seu Vocabulario Portuguez e Latino o uso da palavra "vaga-lume" para se referir ao inseto luminescente. Os primeiros nomes citados se justificam pelo fato do inseto acender sua luz na parte posterior do abdómen. Um dos diversos nomes para o mesmo inseto, "pirilampo", foi criado pela Condessa da Ericeira. Ela construiu tal palavra ao pensar em um anagrama construído a partir do grego (pyros=calor e lampis=luz), também com o mesmo objetivo de Bluteau: evitar "nomes imundos" na língua portuguesa.

## Escritos
Todas as obras da Condessa da Ericeira foram perdidas em um incêndio ocorrido no Palácio da Anunciada, em 1 de novembro de 1775. Muitas estão mencionadas no volume II da Biblioteca Lusitana, de Diogo Barbosa Machado, entre as quais: 
- Panegírico ao governo da sereníssima senhora Duquesa de Saboia Maria Joana Baptista (1680);
- Reflexões sobre a misericórdia de Deus em fórma de solilóquios (1694);
- Despertador de Alma ao sonho da vida, em voz de um advertido desengano (1695);